# Mateusz Gralewski
Mateusz Gralewski (Grala, Gralak) (pseud. literacki Mateusz z Mazewa, krypt. konspiracyjny Maciej) (ur. 12 września 1826 w Mazewie, zm. pod koniec 1891 we Lwowie) – polski etnograf, publicysta, działacz rewolucyjny, konspirator i działacz niepodległościowy oraz emigracyjny, członek Komisji Wykonawczej Rządu Narodowego w czasie powstania styczniowego.

## Życiorys
Był synem chłopa, Wojciecha Grali albo Gralaka. Uczył się na tyle dobrze w miejscowej szkole elementarnej, że swoimi wynikami zainteresował dzierżawcę wsi, prof. Wacława Maciejowskiego, który ułatwił mu wstęp do gimnazjum w Łęczycy. Wtedy zmienił nazwisko na Gralewski. W czasie nauki w gimnazjum wstąpił do tajnej organizacji młodzieżowej, o demokratyczno-niepodległościowej ideologii kształtowanej przez Gerwazego Gzowskiego, a będącej komórką Związku Narodu Polskiego.
Organizacja łęczycka została wykryta przez władze carskie i rozbita w 1843 roku. Gralewski miał wtedy 17 lat, trafił do Cytadeli i został skazany na 12 lat służby wojskowej na Kaukazie, gdzie został wcielony do jednego z garnizonów stacjonujących w Dagestanie i walczących w wojnie kaukaskiej. W ciągu 12 lat służby awansował do stopnia oficerskiego. Pełnił prawdopodobnie funkcje kancelaryjne, dzięki czemu zjeździł niemal cały Kaukaz: Dagestan, Chanat Kubiński, Szyrwański (współczesny Azerbejdżan), Gruzję, Osetię, ziemie zamieszkane przez Czerkiesów. W czasie pobytu na Kaukazie zainteresował się etnografią.
Dzięki amnestii mógł wrócić do kraju w 1857 roku i zamieszkać w Mazewie u swej siostry Honoraty Buchnerowej. Zbierał materiały etnograficzne dotyczące jego rodzinnych okolic. W latach 1859–1860 odbył podróż do wsi Żytnogóra koło Białej Cerkwi na Ukrainie, gdzie również realizował zainteresowania etnograficzno-historyczne. Utrzymywał żywe relacje ze swoim dawnym benefaktorem Wacławem Maciejowskim.
W 1861 roku przeprowadził się do Warszawy, gdzie zamieszkał w nowo wybudowanej Resursie Kupieckiej. Znów nawiązał kontakt ze spiskowym ruchem niepodległościowym, wiążąc się m.in. z Agatonem Gillerem, który wcześniej również przebywał na zesłaniu, we wschodniej Syberii. Początkowo, wspólnie z Gillerem, był w obozie białych, przeciwników podejmowania walki zbrojnej z zaborcą. Później jednak przeszedł na stronę radykalnego skrzydła czerwonych i zaangażował się w tworzenie Komitetu Centralnego Narodowego, popierał Stefana Bobrowskiego, powstańczego naczelnika Warszawy.
W 1861 roku zaczął również współpracować z czasopismem „Czytelnia Niedzielna”, które stawiało sobie za cel szerzenie oświaty na wsi, oraz wszedł do ruchu związanego z wkrótce rozwiązanym Towarzystwem Rolniczym. Pisywał również artykuły dla chłopów w „Kmiotku” (podtytuł: „tygodnik ilustrowany dla ludu”). 
Po wybuchu powstania styczniowego Gralewski został wprowadzony przez Bobrowskiego do Komisji Wykonawczej Rządu Narodowego, stanowiącej wtedy ciało doradczo-wykonawcze Rządu Narodowego. Bobrowski został przewodniczącym Komisji.
Gralewski prawdopodobnie nie brał udziału w walkach powstania. Po upadku powstania wyemigrował. Początkowo mieszkał w Lipsku i Bendlikonie (w Szwajcarii), gdzie brał udział w wydawaniu pisma niepodległościowego „Braterstwo”. Opowiadał się za natychmiastową reformą rolną, protestował przeciwko wynaradawianiu Litwinów i Rusinów i wzywał do współpracy z rosyjskimi rewolucjonistami. Przebywał również w Paryżu (w 1869 roku).
W 1871 roku wrócił do kraju i zamieszkał we Lwowie. Podróżował po Galicji i Królestwie Polskim, zbierał i publikował materiały poświęcone ich etnografii i historii.
Został pochowany na Cmentarzu Łyczakowskim we Lwowie.

## Publikacje
- Opowiadania o pańszczyźnie, 1861
- Kolęda dla dzieci zebrana u piśmiennych ludzi i podana do druku, Warszawa, 1863
- Książeczka do nabożeństwa w czasach konfederacji barskiej, Lipsk, 1865 (wspólnie z ks. Wojciechowskim)
- Myśli o naszych działaniach w kraju i zagranicą, Lipsk, 1865
- Listki z niewoli – pamiętnik, 1873
- Kaukaz, wspomnienia z dwunastoletniej niewoli, Lwów, 1877[3]
- Nieco notatek etnograficznych, Kraków, 1889 (w Zbiorze wiadomości do antropologii krajowej).